# World Salsa Championships
World Salsa Championships (dt. „Salsa Weltmeisterschaft“) ist ein Salsa-Tanzturnier, das den Anspruch erhebt, die offizielle Weltmeisterschaft des Tanzes Salsa zu sein.
Das Turnier wurde zum ersten Mal vom 14. bis 17. Dezember 2005 in der Orleans Arena, Paradise ausgerichtet und sollte von da an jährlich zum selben Zeitpunkt stattfinden. Nach einer Unterbrechung wurde es 2016 von der World Dance Group wiederbelebt und wird seitdem regelmäßig veranstaltet. Initiator des Projektes ist Albert Torres, ein bekannter Vertreter der Salsa-Tanzszene, der als Inhaber der Filmproduktionsgesellschaft Albert Torres Productions u. a. den jährlichen West Coast Salsa Congress in Los Angeles ausrichtet.
Die letzten World Salsa Championships 2009 fanden vom 16.–19. Dezember 2009 in Fort Lauderdale (Florida) statt. Aufgrund der COVID-19-Pandemie wurde 2020 eine virtuelle Ausgabe organisiert. Die nächste Ausgabe fand 2024 statt.

## Anerkennung
(Stand: Mai 2006)
Salsa war bis 2005 organisatorisch betrachtet ein gänzlich unberührtes Feld. In den 1990er Jahren kamen weltweit zahlreiche sogenannte „Salsakongresse“ auf, die kommerziell ausgerichtet sind und über mehrere Tage verteilt Workshops und Tanzvorführungen anbieten. Bislang gibt es jedoch keinerlei Vereins- oder Verbandstruktur, wie sie in anderen Tänzen gang und gäbe ist (vgl. z. B. Deutscher Tanzsportverband).
In der Vergangenheit wurden viele Salsa-Tanzturniere ausgerichtet, die sich selbst Offizialität verliehen. Da es ohne Dachverband keinerlei Richtlinien oder Kompetenzprüfung gibt, kann prinzipiell jeder eine nationale, internationale oder gar Weltmeisterschaft ausrufen. So richtet beispielsweise das Deutsche Amateur Turnieramt Deutsche Amateur Salsameisterschaften aus, ohne dass namhafte Experten für Salsa beteiligt sind; das Turnieramt ist zwar ein Fachressort des Berufsverbands Deutscher Tanzlehrer, jedoch sind die wenigsten aktiven deutschen Salsatanzlehrer Mitglieder dieses Verbands, von ausländischen ganz zu schweigen.
Hier zeichnet sich ein Unterschied zu den World Salsa Championships ab: Albert Torres wird von vielen als Experte für Salsa angesehen, der über genügend Fachwissen und Organisationstalent verfügt, um das Turnier zu einer „echten“ Weltmeisterschaft zu machen. Die Autorität Torres’ wurde 2006 scheinbar (oder anscheinend?) anerkannt, indem weltweit auf Salsakongressen Qualifizierungsrunden für die am Jahresende stattfindende Weltmeisterschaft ausgerufen wurden (z. B. in Deutschland auf dem International Salsafestival in Hamburg).
Nach wie vor wird Salsa aber nicht als Tanzsport gewertet und weist keine Organisationen auf. So gibt es auch auf den World Salsa Championships keine Tanzklassen, keinen Figurenkatalog und keine festgeschriebenen Richtlinien für die Wertungsrichter. Offensichtlich herrscht der Los-Angeles-Stil vor, d. h. Hüftbewegungen werden im Gegensatz zu kubanischen Stil kaum getanzt.

## Ergebnisse

### 1. Weltmeisterschaft 2005
Die ersten World Salsa Championships wurden vom 14. bis 17. Dezember 2005 in der Orleans Arena in Las Vegas ausgetragen. Die Tänzer traten in fünf Kategorien an: Die Kategorien „On 1“ und „On 2“ unterteilten die Paare nach rhythmischen Gesichtspunkten, Figuren über Schulterhöhe waren hier untersagt, in der Gruppe „Kabarett“ waren auch Figuren über Schulterhöhe erlaubt, in der Formationsgruppe traten Formationen von 6 bis 20 Paaren gegeneinander an und in der Jugendgruppe Jugendliche im Alter von höchstens 13 Jahren. Die gekürten Weltmeister waren:
| Jahr |   | On1                      | On2                        | Kabarett                       | Formation             |
| ---- | - | ------------------------ | -------------------------- | ------------------------------ | --------------------- |
| 2005 | I | Abel Pena Ziomara Torres | Oliver Pineda Luda Kroitor | Ricardo Murillo Viviana Vargas | Pretty Boys and Girls |

### 3. Salsa-Weltmeisterschaft 2008
Die 3. Salsa-Weltmeisterschaft wurde aus wirtschaftlichen Gründen abgesagt.

### 4. Salsa-Weltmeisterschaft 2009
Die 4th Annual World Salsa Championships (offizielle Bezeichnung) fand vom 16.–19. Dezember 2009 in Ford Lauderdale (US-Bundesstaat Florida) statt, mit Tanzpaaren aus 40 Ländern. Getanzt wurde in 4 Wettbewerben mit folgenden Ergebnissen:
- Kategorie Salsa on 1 – Weltmeister: Liz Lira und Christian Oviedo aus Los Angeles
- Kategorie Salsa on 2 – Weltmeister: Luis Aguilar und Anya Katsevman aus New York City
- Kategorie Salsa Cabaret – Weltmeister: Jonathan Landa und Jenny Rodriguez aus Cali, Kolumbien
- Kategorie Salsa Team – Weltmeister: Luis Aguilar und Anya Katsevman aus New York City

| Jahr |    | On1                       | On2                         | Kabarett                       | Formation                       |
| ---- | -- | ------------------------- | --------------------------- | ------------------------------ | ------------------------------- |
| 2009 | IV | Liz Lira Christian Oviedo | Luis Aguilar Anya Katsevman | Jonathan Landa Jenny Rodriguez | Luis Aguilar und Anya Katsevman |

Aus deutscher Sicht besonders erwähnenswert: Das Tanzpaar Anne Böhm und Anichi Bauer (Anne & Anichi) aus Freiburg belegte den 2. Platz in der Kategorie Salsa on 2.